# Rudolf Dassler
Rudolf Dassler (1898. március 26. – 1974. október 27.) egy német üzletember volt, Adolf Dassler bátyja, akivel közösen megalapították a Dassler Testvérek Cipőgyárat (Gebrüder Dassler Schuhfabrik, röviden: „Ge-Da”). A testvérek között megromlott viszony a cég kettéosztásához vezetett a második világháború után, Rudolf a saját cégének a Puma nevet adta, míg Adolfé az Adidas lett.

## Élete

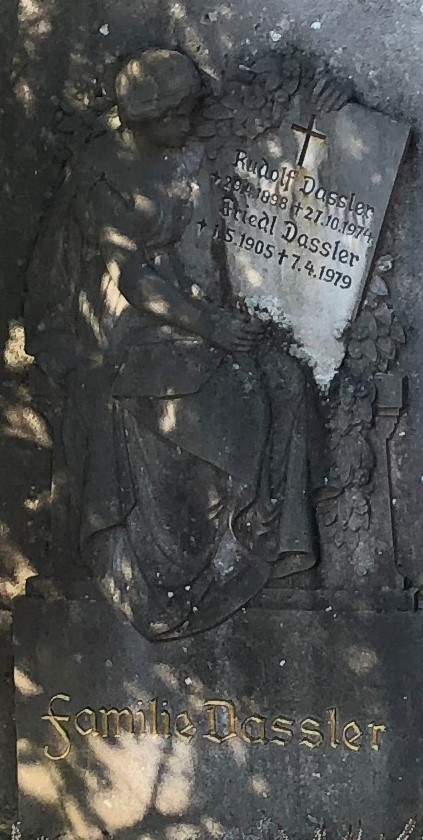
Rudolf Dassler sírköve

A rendőri képesítés megszerzése után egy cipőgyárban dolgozott, majd katonai szolgálata után egy bőrnagykereskedésnél helyezkedett el, mielőtt 1923 nyarán a fiatalabb fiútestvére, Adolf felvette cipőkészítő vállalkozásába. Innentől a fivérek cipőgyára a „GeDa” (Gebrüder Dassler) nevet viselte és megállapodtak abban, hogy a jövőben közösen végzik a sportcipők fejlesztését, előállítását és értékesítését. Vállalkozásukat 1924. július 1-én jegyeztették be hivatalosan „Gebrüder Dassler Schuhfabrik” névvel a cégjegyzékbe. A cég kereskedelmi és gyártási központjaként Herzogenaurachot adták meg.
Míg Rudolf a technikai háttérért és az értékesítésért felelt, addig Adolf a fejlesztésre és a gyártási folyamatra koncentrált. Az együttműködésük nagyon sikeresnek bizonyult. Már 1925-ben előálltak az első stoplis futballcipőikkel és szegecses talpú futócipőikkel. Első nagyobb céljuk az volt, hogy az 1928-as amszterdami nyári olimpia során Dassler-cipőkkel szereplő német sportolók sikereket érjenek el. Ebből a célból egy pár cipőt ajándékoztak Lina Radke könnyűatlétikai versenyzőnek, amivel világrekordot futott. Egy évvel később Rudolf és Adolf társasági szerződést kötött, melyben jogaikat és kötelezettségeiket rögzítették, illetve a vállalat öröklésének kérdését szabályozták. 1930-tól már a sportcipő-előállítás specialistáinak számítottak a német piacon, együttműködtek sportszervezetekkel és atlétikai egyesületekkel.
1933. május 1-én Adolffal együtt belépett az NSDAP-be, ahol tagsági száma a 2666195-ös volt. Kettejük közül Rudolfot tartották az elhivatottabb „nácinak”. Később bevallotta, hogy már 1932-ben az NSDAP-re szavazott gazdasági megfontolásokból.
Adolf és Rudolf között ellentét kezdett kibontakozni, amiben része volt feleségeiknek is. A háború alatt a két testvér kapcsolata végképp megromlott egy angolszász bombatámadás során 1943-ban, mikor Adolf és felesége abban a légvédelmi óvóhelyben keresett menedéket, ahova előzőleg Rudolf is lement a családjával. Adolf tett egy megjegyzést („A piszkos fattyúk már megint itt vannak”), amit – több jelenlévő szerint – nyilvánvalóan a bombázókra értett, de Rudolf meg volt győződve arról, hogy őt és családját értette alatta.
A második világháború vége felé a cipőgyár páncéltörő fegyvereket (Raketenpanzerbüchse 54) szerelt össze. A „Panzerschreck”-ként („páncélrém”) is ismert fegyverek összeszereléséhez francia kényszermunkásokat is alkalmaztak. Rudolf Dasslert a „totális mozgósítás” keretében 1943 márciusában behívták és áprilisban a birodalmi pénzügyi igazgatóságnál teljesített szolgálatot Łódźban. 1945 januárjában az előretörő szovjet hadsereg elől menekülve visszatért Herzogenaurachba. Még áprilisban elfogta a Gestapo dezertálás vádjával, mivel a Birodalmi Biztonsági Szolgálat (Reichssicherheitsdienst) behívójának nem tett eleget. A dachaui koncentrációs táborba való átszállításakor transzportját amerikai katonák elfogták, ő pedig ezzel kiszabadult a fogságból. Ezt követően azonban egy évig az amerikaiak tartották fogva Hammelburgban, ahol internálótábort rendeztek be. Azzal vádolták, hogy a kémelhárításnak (Sicherheitsdienst, SD) és a cenzúrának dolgozott. Az amerikaiak azt is tudtára adták, hogy szűk környezetéből jelentette fel valaki. Rudolf azt gyanította, hogy Adolf öccse lehetett a feljelentő és célja ezzel az lehetett, hogy kiszorítsa közös vállalkozásukból. Adolf az 1943 óta húzódó távollétében kiépítette saját hatalmi rendszerét és nem próbált meg segíteni internált bátyján, aki kifejezetten kérte, járjon közbe kiszabadulása érdekében.

## A vállalat felosztása
Rudolf 1946. július 31-én szabadult az internálásból. Innentől a fivérek halálukig hadakoztak egymással, amit a fiaik folytattak. A szabadulását követően Rudolf feljelentette Adolfot a katonai hatóságoknál. Mivel a hatóságok nem tudták eldönteni, melyik fél állítása igaz vagy valótlan, a „terhelt” (Belastete) besorolást kapó testvérek ügyét pár hónap után ejtették. A fivérek ezután azonnal úgy döntöttek, felosztják egymás között a vállalatot. Így történhetett az, hogy a legnagyobb sportszergyártó cégek közül kettőnek alig pár száz méterre egymástól lett a székhelye. Rudolf Dassler a cégének először a „Ruda” nevet akarta adni, amit a neveinek kezdő szótagjainak összeillesztéséből kapott, de hamarosan meggondolta magát és a Puma nevet adta neki. Elmondása szerint ebben közrejátszott az is, hogy kiskorában gyakran hasonlították ügyessége miatt egy pumához. 1948. június 1-től így a cég hivatalosan a Puma Schuhfabrik – Rudolf Dassler nevet viselte „cipők minden sporthoz” rövid leírással (Schuhe für jeden Sport), a sürgönycímben megtartva az eredeti nevet (RUDA Herzogenaurach). A cégjegyzékbe 1948. október 1-én vették fel. 1949 közepén a Puma 51 főt alkalmazott, 1973-ra ez a szám 2500-ra emelkedett számos külföldi (Franciaország, Ausztria) kirendeltségét is beleértve. Rudolf erősen kötődött alkalmazottaihoz és példaértékű szociális ellátórendszert biztosított a számukra.
Rudolfnak két fia volt, Armin Dassler és Gerd Dassler, akik – hasonlóan apjukhoz és nagybátyjukhoz – konfliktusba kerültek egymással. Adolf fia, Horst, és a Pumánál felülkerekedő Armin között 1970-ben tört ki a viszály. Az apáik az előző években szerződéseket kötöttek egyesületekkel és egyes sportolókkal, azonban a brazil Pelét illetően egyfajta békemegállapodást kötöttek, mivel az érte való versengés túl nagy összegeket emésztett volna fel. Az úgynevezett „Pelé-paktum” ellenére Armin leszerződött Pelével, amivel konfliktusba került Horsttal. Az apáik évtizedeken át a halálukig nem beszéltek egymással. Rudolf 1974-ben bekövetkezett halálakor Adolf családja megtagadta, hogy „kegyeleti alapon” bármiféle módon méltassa az elhunytat.

## A labdarúgócipők fejlesztése Rudolf alatt
Rudolf Dassler döntő módon volt hatással a labdarúgócipők fejlesztésére. Ő fejlesztette ki az első sorozatban gyártható csavaros stoplikkal ellátott cipőket. Ehhez számos szakértőt, köztük a német válogatott edzőjét, Sepp Herbergert is bevonta a munkába. A Puma 1949-ben kezdett hozzá a fejlesztéshez és az 1952-53-as német labdarúgószezon kezdetére hozták ki az első csavarozható csukát, mely a „Super Atom” nevet kapta. Ebben a szezonban számos német klub labdarúgója használta a modellt, közte a Borussia Dortmund, az Eintracht Frankfurt, a VfB Stuttgart és az 1. FC Kaiserslautern egyes játékosai. Köztük voltak Horst Eckel és Werner Liebrich későbbi válogatott játékosok is. Már a következő, 1953-54-es szezonra kijött a Puma egy továbbfejlesztett verzióval, ez volt a „Brasil”. A Hannover 96 nyolc játékosa húzta a lábára ezt a modellt a bajnokság 1954. május 23-án megvívott döntőjében – és nyerte meg a mérkőzést.
Rudolf Dassler irányításával a Puma egy kisméretű, provinciális vállalat maradt. Majd csak Armin fia vezetésével lett világszerte ismert márkává. Rudolf 1974. október 27-én hunyt el 76 évesen tüdőrákban.

## Fordítás
- Ez a szócikk részben vagy egészben  a   Rudolf Dassler című német Wikipédia-szócikk ezen változatának fordításán alapul.  Az eredeti cikk szerkesztőit annak laptörténete sorolja fel. Ez a jelzés csupán a megfogalmazás eredetét és a szerzői jogokat jelzi, nem szolgál a cikkben szereplő információk forrásmegjelöléseként.
- Ez a szócikk részben vagy egészben  a   Rudolf Dassler című angol Wikipédia-szócikk ezen változatának fordításán alapul.  Az eredeti cikk szerkesztőit annak laptörténete sorolja fel. Ez a jelzés csupán a megfogalmazás eredetét és a szerzői jogokat jelzi, nem szolgál a cikkben szereplő információk forrásmegjelöléseként.